# Laura Curino
Laura Curino (Torino, 26 gennaio 1956) è un'attrice, regista e drammaturga italiana. Dal 2015 è direttrice artistica del Teatro Giacosa di Ivrea.

## Biografia
Nel 1974 con il regista Gabriele Vacis, Lucio Diana, Mariella Fabbris, Adriana Zamboni e altri, fonda il Laboratorio Teatro Settimo, una tra le compagnie più importanti nell’ambito del teatro italiano di innovazione e ricerca (in seguito si aggiungeranno Federico Negro, Roberto Tarasco e altri). Ha partecipato come attrice e autrice alla maggior parte delle produzioni nei 25 anni di vita della compagnia: i primi spettacoli, Citrosodina e Kanner puro, diventano piccoli classici del teatro ragazzi; il primo spettacolo "adulto", Signorine, è un intreccio di storie di immigrazione. Esercizi sulla tavola di Mendeleev, nel 1984, impone il teatro di Laboratorio Teatro Settimo al pubblico e alla critica nazionale ed internazionale. Nel 1985 Elementi di struttura del sentimento vince importanti premi e riconoscimenti, segnando il ritorno della narrazione a teatro. Dei primi anni Novanta è la rivisitazione dei classici: La storia di Romeo e Giulietta da Shakespeare (1991) e Villeggiatura da Goldoni (1993), rivelano uno stile fondato sul racconto dei grandi testi piuttosto che sulla loro messinscena.
Con Passione - ovvero la scoperta della vocazione teatrale - interpreta il suo primo spettacolo di narrazione, nel quale si presenta interpretando tutti i personaggi della vicenda. Per questo motivo, è annoverata tra i fondatori con Marco Paolini e Marco Baliani del teatro di narrazione: Il narratore senza orpelli, nello spazio vuoto, diventa fenomeno che influenza profondamente la comunicazione, dal teatro alla televisione, dal giornalismo alla politica. In seguito interpreta gli spettacoli sull'epopea degli Olivetti: Camillo, alle radici di un sogno e Adriano, il sogno possibile.
Dal 2001 ha partecipato a vari festival e ha collaborato con numerosi teatri, tra cui Teatro Stabile di Torino e Piccolo Teatro di Milano. Tra i maggiori interpreti del teatro di narrazione, alterna nel suo repertorio testi di nuova drammaturgia e testi classici. II tema del lavoro, il punto di vista femminile sulla contemporaneità, l’attenzione per le nuove generazioni sono fra gli elementi fondanti della sua scrittura.
Tra i tanti testi e spettacoli messi in scena: Il Signore del cane nero su Enrico Mattei; Santa Impresa sui Santi Sociali Piemontesi dell’Ottocento; Bella e Fiera ovvero Milano attraverso la storia della sua Fiera; La Diva della Scala, dove la vocazione teatrale diventa mestiere; La lista su Pasquale Rotondi, il Soprintendente che salvò migliaia di capolavori d’arte durante la Seconda Guerra Mondiale; Natasha ha preso il bus, di cui ha curato la regia, sul mondo delle badanti; Il rumore del silenzio dedicato alle vittime della strage di Piazza Fontana; Naufraghi senza volto per dare un nome alle vittime del Mediterraneo, dal libro testimonianza di Cristina Cattaneo; L’anello forte progetto che si ispira alla grande, omonima opera di Nuto Revelli; Artemisia, Caterina, Ipazia e... le altre sulla vita, sull'arte e sulle eroine di Artemisia Gentileschi; Pigiama per sei commedia romantica basata su equivoci esilaranti; Big Data B&B sul tema attualissimo dei Big Data e i risvolti etici e sociali della Rivoluzione Digitale; Rachel Carson. La Signora degli Oceani, sulla scrittrice-scienziata pioniera dell'ambientalismo moderno.
È inoltre interprete di numerosi spettacoli per la regia di: Consuelo Barilari, Alessandro D’Alatri, Simone Derai, Corrado D’Elia, Anna Di Francisca, Ivana Ferri, Luca Micheletti, Cristina Pezzoli, Marco Rampoldi, Renato Sarti, Marco Sciaccaluga, Laura Sicignano, Serena Sinigaglia, Claudia Sorace, Kriszta Székely, Roberto Tarasco e Gabriele Vacis.
Collabora con aziende, istituzioni, radio e televisione. Al cinema, ha lavorato in "Nostos" di Franco Piavoli; “La seconda volta” e “Preferisco il rumore del mare” di Mimmo Calopresti; “San Salvario” di Enrico Verra; “Cuore” di Maurizio Zaccaro; "Bianca come il latte, rossa come il sangue" di Giacomo Campiotti; "Fuori classe 2" di Riccardo Donna. Nel 2004 ha girato alcune scene del video teatrale “Il conte Aigor” sulla vicenda di Igor Marini e lo scandalo Telecom Serbia, trasmesse nella trasmissione televisiva Report.
Insegna scrittura teatrale all'Università Cattolica di Milano e tiene conferenze, seminari e laboratori in Italia e all’estero.
Dal 2015 è direttrice artistica del Teatro Giacosa di Ivrea.
Tra i numerosi riconoscimenti: Premio Ubu (con Laboratorio Teatro Settimo) 1993; Premio Anct – Associazione Nazionale Critici di Teatro 1998; Premio Hystrio per la drammaturgia 2003; Premio Anct – Associazione Nazionale Critici di Teatro 2023; Premio Ipazia Festival dell’Eccellenza al Femminile 2023; Premio Cilento International Poetry Prize – Sezione Cinema e Teatro 2024.

## Spettacoli teatrali
- Signorine, 1982 con la regia di Gabriele Vacis
- Esercizi sulla tavola di Mendeleev, 1984 con la regia di Gabriele Vacis. Premio "Francesca Alinovi" - Opera Prima. Presentato ai festival di Santarcangelo, Salisburgo, Asti, Madrid, Amburgo, Barcellona.
- Elementi di struttura del Sentimento, 1985 con la regia di Gabriele Vacis, da "Le affinità elettive" di J.W. Goethe. Premio Ubu per il miglior spettacolo di ricerca della stagione.
- Nel Tempo tra le guerre, 1988 con la regia di Gabriele Vacis, ispirato all'opera di Gabriel García Márquez, Guimarraes Rosa e J.L. Borges.
- Istinto Occidentale, 1988 con la regia di Gabriele Vacis, dedicato a "Tenera è la notte" di F.S. Fitzgerald.
- Stabat Mater, 1989. Premio Città Urbino, Premio Fringe Festival di Edimburgo.
- La Storia di Romeo e Giulietta, 1990 con la regia di Gabriele Vacis, tratto dall'opera di Shakespeare. Presentato a TaorminaArte 1990, ha vinto il Premio Ubu 1992 per la drammaturgia.
- Passione, monologo, 1992 di Laura Curino, Roberto Tarasco, Gabriele Vacis, con la regia di Roberto Tarasco. Milano Premio Milano ‘90 - Il Contemporaneo 1993, per la drammaturgia. Il testo è pubblicato da Interlinea edizioni.
- Villeggiatura, smanie, avventure e ritorno, 1993 con la regia di Gabriele Vacis, dalla trilogia goldoniana.
- Canto per Torino, 1995 con la regia di Gabriele Vacis. Spettacolo-evento realizzato in collaborazione con la Città e la Provincia di Torino.
- Canto delle Città, 1996 con la regia di Gabriele Vacis. Progetto realizzato in collaborazione con Città e Festival di Ragusa di Dalmazia, Mittelfest - Città di Torino, Regione Piemonte.
- Olivetti, monologo, 1996, di Laura Curino e Gabriele Vacis, con la regia di Gabriele Vacis - Settimo Torinese. Lo spettacolo è stato trasmesso da RAIDUE Palcoscenico il 31 ottobre 1998. Il testo dello spettacolo è pubblicato dalla Baldini & Castoldi, Collana Le Isole.
- Adriano Olivetti, 1998, di Laura Curino e Gabriele Vacis, con la regia di Gabriele Vacis, con Laura Curino, Mariella Fabbris, Lucilla Giagnoni. Produzione Teatro Settimo, in collaborazione con Città di Ivrea – Provincia di Torino – Regione Piemonte.
- Cori, 1999 condotto da Laura Curino, Gabriele Vacis, Roberto Tarasco. Progetto speciale in collaborazione con ETI/Ente Teatrale Italiano.
- Geografie, 1999, di e con Laura Curino.
- Fenicie, 2000, con la regia di Gabriele Vacis. Coproduzione Teatro Settimo / Teatro Stabile Torino
- Macbeth Concerto, 2001, con la regia di Gabriele Vacis, con Laura Curino, Francesco De Francesco, Michele Di Mauro, Lucilla Giagnoni, scenofonia di Roberto Tarasco.
- L'età dell'oro, 2002, di Laura Curino e Michela Marelli, con la regia di Serena Sinigaglia, con Laura Curino. Produzione Teatro Stabile di Torino.
- Una stanza tutta per me, 2004 di Laura Curino e Michela Marelli, con la regia di Claudia Sorace, con Laura Curino.
- Il sorriso di Daphne, 2005, con la regia di Alessandro D'Alatri. Con Vittorio Franceschi, Laura Curino, Laura Gambarin. Premio "Enrico Maria Salerno" 2004 per la Drammaturgia Europea. In collaborazione con La Ribalta - Centro Studi "Enrico Maria Salerno".
- Il signore del cane nero, di Laura Curino, regia di Cristina Pezzoli, Milano, Teatro Grassi, 5 maggio 2006.
- La Magnifica Intrapresa, 2007, di Paolo Domenico Malvinni, con la regia di Titino Carrara. Con Laura Curino e I Calicanto.
- Le Designer, 2008, di Laura Curino, Michela Marelli, Luca Scarlini, Roberto Tarasco. Fondazione del Teatro Stabile di Torino, in collaborazione con Circolo dei Lettori di Torino, Unione Donne in Italia, Associazione Culturale Muse. Prima tappa del Progetto TURIN ELEVEN.
- Viaggiatori di Pianura, 2008, di Gabriele Vacis e Natalino Balasso, con la regia di Gabriele Vacis.
- Caffè, 2008, di Laura Curino, con la regia di Laura Curino e Lucio Diana.
- Zio Vanja, 2009, di Anton Čechov con la regia di Gabriele Vacis. Produzione Teatro Stabile di Torino.
- Bakhita, 2009, testo e regia di Filippo Soldi e Michela Marelli, con Laura Curino.
- Il signore del cane nero, storie su Enrico Mattei, 2010, di Laura Curino e Gabriele Vacis, con Laura Curino. Produzione Teatro Stabile di Torino.
- Mani grandi senza fine, 2011, di e con Laura Curino. Produzione Piccolo Teatro di Milano.
- Il senato delle donne, 2011, monologhi teatrali a cura di Laura Curino. Palazzo Madama Torino.
- Malapolvere, 2012, un progetto di Laura Curino, Lucio Diana, Alessandro Bigatti, Elisa Zanino. Produzione Teatro Stabile di Torino.
- Scintille, 2012, testo e regia di Laura Sicignano, con Laura Curino.
- Alterati, 2012, di Ila Covolan, con la regia di Laura Curino.
- Miracoli a Milano, 2012, uno spettacolo di Laura Curino e Lucio Diana, con Laura Curino e Maria Maddalena Gessi, Matthieu Pastore, Elisabetta Scarano, Laura Serena. Produzione Piccolo Teatro di Milano in collaborazione con Politecnico di Milano.
- Shakespeare, streghe, ribelli e altre passioni, 2013, uno spettacolo di Laura Curino e Lucio Diana, con Laura Curino e Mariamaddalena Gessi, Matthieu Pastore. Produzione Piccolo Teatro di Milano.
- La metamorfosi, 2014, dal racconto di Franz Kafka, testo e regia di Luca Micheletti.
- La diva della scala, 2014, un progetto di Laura Curino e Alessandro Bigatti.
- La solitudine del Premio Nobel la sera prima della cerimonia, 2014, di Massimiano Bucchi.
- Se ci sei batti un colpo, 2014, di Letizia Russo, con la regia di Laura Curino, con Fabio Mascagni.
- Il tempo senza lavoro, 2014, dall'omonimo libro di Massimo Cirri.
- Margherita Hack: una magnifica stella, 2015, testo e regia di Ivana Ferri.
- Il giardino dei ciliegi, di Anton Čechov, con la regia di Corrado d’Elia.
- Santa Impresa, 2015, di Laura Curino e Anagoor, con la regia di Simone Derai. Produzione Teatro Stabile di Torino.
- Calendar Girls, 2015, di Tim Firth, con la regia di Cristina Pezzoli, con Angela Finocchiaro, Laura Curino, Ariella Reggio, Carlina Torta, Matilde Facheris, Corinna Lo Castro, Titino Carrara, Elsa Bossi, Marco Brinzi, Noemi Parroni.
- Bella e fiera, 2015, di Laura Curino, con la regia di Emiliano Bronzino. Produzione Piccolo Teatro di Milano.
- Ritratti al futuro, 2016, progetto di drammaturgia presso Il Contato del Canavese / Teatro Giacosa di Ivrea.
- L'esecuzione, 2017, di Vittorio Franceschi, con la regia di Marco Sciaccaluga, con Vittorio Franceschi e Laura Curino.
- Partita doppia, 2017, di e con Laura Curino.
- La lista. Salvare l’arte: il capolavoro di Pasquale Rotondi, 2018, di e con Laura Curino.
- Natasha ha preso il bus, 2018, di Sara Rossi Guidicelli, con la regia di Laura Curino, con Ioana Butu e Daniele Dell’Agnola. Produzione Teatro Sociale Bellinzona.
- Caterina, Artemisia, Ipazia e... le altre, 2019, con la regia di Consuelo Barilari.
- Il rumore del silenzio, 2019, di Renato Sarti, con Laura Curino e Renato Sarti. Produzione Teatro della Cooperativa. Testo finalista al 55º Premio Riccione.
- L'anello forte, 2020, tratto dall'omonimo testo di Nuto Revelli, con la regia di Anna Di Francisca, con Laura Curino e Lucia Vasini. Produzione Il Contato del Canavese / Teatro Giacosa di Ivrea e Teatro Stabile di Torino.
- Pigiama per sei, 2021, di Marc Camoletti, con la regia di Marco Rampoldi, con Laura Curino, Antonio Cornacchione, Max Pisu, Rita Pelusio, Roberta Petrozzi e Rufin Doh Zeyenouin.
- Big Data B&B, 2021, di Laura Curino, con Laura Curino e Beatrice Marzorati, con la regia di Laura Curino con la collaborazione artistica di Marco Rampoldi. Produzione Piccolo Teatro di Milano in collaborazione con Politecnico di Milano.
- Ticosa. Parole di una storia da ricominciare, 2022, di Laura Curino, con Laura Curino e Beatrice Marzorati e Irina Solinas al violoncello.
- Lontano. Intorno alle migrazioni sanitarie, 2022, di e con Massimo Cirri e Laura Curino. Museo per la memoria di Ustica.
- Big Data B&B, riadattamento del precedente omonimo spettacolo di Laura Curino, con Laura Curino e Beatrice Marzorati. XXII Festival Internazionale di Narrazione di Arzo.
- Luci bestiali, 2022, con Laura Curino voce recitante, Ensemble Cameristico dell’Orchestra Filarmonica di Torino. Festival MITO.
- Ciascuno è un libro. Ivrea racconta, 2022, autobiografie di eporediesi riscritte da Gianluca Favetto e lette in teatro dai partecipanti al progetto, con musica dal vivo, regia di Laura Curino. Ivrea Capitale del Libro 2022.
- Giovinette, le calciatrici che sfidarono il Duce, 2022, tratto dal romanzo di Federica Seneghini (e saggi di Marco Giani), adattamento drammaturgico Domenico Ferrari con la collaborazione di Laura Curino e Rita Pelusio, con Federica Fabiani Rossana Mola e Rita Pelusio, regia Laura Curino. Co-produzione PEM Habitat Teatrali, Rara Produzione, con il sostegno di Fondazione Memoria della Deportazione e della Sezione A.N.P.I. Audrey Hepburn.
- L’uomo che diede energia al Paese, 2022, reading teatrale dedicato a Enrico Mattei interpretato da Laura Curino.
- Maria Urtica, 2023, riadattamento teatrale dal libro "Maria Urtica. Un'infanzia nel '45" di Maricla Boggio, di e con Laura Curino.
- Un altro lunedì, 2023, drammaturgia e regia di Laura Curino, con Chiara Magri e Giulia Manzini. Bergamo-Brescia Capitale Italiana della Cultura 2023.
- Naufraghi senza volto, 2023, reading teatrale dal libro omonimo di Cristina Cattaneo (Premio Galileo 2019), di e con Renato Sarti.
- Dorothy nella città dei bambini, 2023, concerto spettacolo con Laura Curino voce recitante, Festival MITO.
- La Scienza delle mele, 2023, reading teatrale con Laura Curino, drammaturgia di Paola Ornati, regia di Marco Rampoldi. Festival di Ingegneria, Politecnico di Milano.
- Coro grafia, 2023, evento spettacolo con Laura Curino, Lucilla Giagnoni e i partecipanti ai laboratori tenuti dalla Fondazione Nuovo Teatro Faraggiana di Novara.
- CRT 50: le voci di un teatro, 2023, di e con Gianluca Favetto, regia di Laura Curino, con la collaborazione di Terzo Paesaggio e 16 testimoni della storia del CRT.
- Ancora chiediamo parole. Omaggio a Lalla Romano, 2024, reading teatrale di e con Laura Curino.
- Il teatro che visse due volte, 2024, con Laura Curino, reading teatrale del testo di Vittorio Sabadin, regia video e luci di Marco Rampoldi. Produzione Teatro Regio Torino.
- Lottavano così come si gioca, 2024, di e con Luca Radaelli, regia di Laura Curino. Produzione Teatro Invito Lecco.
- Alfonsina Alfonsina. Un diavolo in gonnella, 2024, testo di Andrea Nicolini, drammaturgia di Laura Curino, con Laura Curino, regia e allestimento di Consuelo Barilari. Produzione Schegge di Mediterraneo Festival dell’Eccellenza al Femminile XX edizione.
- Rachel Carson. La Signora degli Oceani, 2025, di Massimiano Bucchi, con Laura Curino, regia Marco Rampoldi. Co-produzione Teatro Stabile di Torino e Tangram Teatro.
- Solness, 2025, adattamento di Ármin Szabó-Székely da Henrik Ibsen, con Valerio Binasco - Laura Curino - Alice Fazzi - Mariangela Granelli - Lisa Lendaro - Simone Luglio - Marcello Spinetta, regia di Kriszta Székely. Produzione Teatro Stabile di Torino.

## Filmografia

### Cinema
- Nostos - Il ritorno, regia di Franco Piavoli (1989)
- La seconda volta, regia di Mimmo Calopresti (1995)
- Preferisco il rumore del mare, regia di Mimmo Calopresti (2000)
- Bianca come il latte, rossa come il sangue, regia di Giacomo Campiotti (2013)

### Televisione
- Cuore, regia di Maurizio Zaccaro – miniserie TV (2001)
- La donna della domenica, regia di Giulio Base – miniserie TV (2011)
- Fuoriclasse, episodio 2x3 – miniserie TV (2014)